# 西村祐
西村 祐（にしむら ゆう、1966年6月26日 - ）は、日本の実業家。トヨタホーム株式会社代表取締役社長、プライムライフテクノロジーズ副社長、トヨタ自動車常務役員兼調達本部長。

## 人物・経歴
1966年6月26日生まれ。
1989年3月、立教大学経済学部卒業。同年4月、トヨタ自動車入社。
2013年4月、同社TNGA記学部モジュール企画室主査、2016年1月、同社調達企画部部長に就任。
2018年1月、同社常務役員兼調達本部長就任。
2020年、プライムライフテクノロジーズ副社長に就任。
2025年4月、トヨタホーム株式会社代表取締役社長に就任。